# Deseret Peak
Deseret Peak je hora v Tooele County, na severozápadě Utahu, ve Spojených státech amerických.
S nadmořskou výškou 3 362 metrů je nejvyšších vrcholem menšího pohoří Stansbury Mountains. S prominencí 1 771 metrů náleží k nejprominentnějším horám v Utahu.
Deseret Peak se nachází 60 kilometrů jihozápadně od centra Salt Lake City a 40 kilometrů jižně od Velkého Solného jezera. Hora je součástí chráněné oblasti Deseret Peak Wilderness.
Leží ve východní části Velké pánve, respektive východní části Oblasti pánví a hřbetů. Lesy a alpínské louky na svazích hory kontrastují s okolní pouští.